# Mirosternus punctatissimus
Mirosternus punctatissimus là một loài bọ cánh cứng thuộc họ Ptinidae.